# Нимфид
Нимфид (др.-греч. Νύμφις; ум. после 246 до н. э.) — древнегреческий историк.
Родился в Гераклее Понтийской в правление тиранов из дома Клеарха. Принадлежал к аристократической оппозиции и был вынужден отправиться в изгнание. Вернулся вместе с другими изгнанниками после смерти Лисимаха и восстановления независимости города в 281 до н. э. Занимался политической деятельностью, около 250 до н. э. руководил посольством к галатам, вторгшимся в Гераклеотиду, и добился вывода войск. 
Согласно словарю Суды, был автором не сохранившихся сочинений «Об Александре, диадохах и эпигонах» (Περἰ ᾿Αλεξάνδρου καὶ τῶν Διαδόχων καὶ ᾿Επιγόνων) в 24 книгах, «О Гераклее» (Περἰ ῾Ηρακλείας) в 13 книгах и «Перипл Азии» (Περίπλῳ ᾿Ασίας). Фрагменты собраны у Карла Мюллера (FHG, III, p. 12—16) и Феликса Якоби (FgrHist, 432). В книге «О Гераклее» была описана история города с древнейших времени до царствования Птолемея III Эвергета.
Работы Нимфида были использованы Плутархом, Афинеем, по-видимому, на них опирался опирался Мемнон Гераклейский, а также Аполлоний Родосский и его схолиасты. 